# Воробей, Ксения Юрьевна
Ксе́ния Ю́рьевна Воробе́й (в девичестве — Шне́йдер; род. 6 февраля 2000, Тюмень) — белорусская и российская биатлонистка, призёр чемпионатов России.

## Биография
Родилась и выросла в Тюмени.
Первые спортивные шаги делала под руководством Валерия Петровича Белова и Надежды Дмитриевны Коврижных в лыжных гонках, которыми занималась в течение 8 лет. Была участницей первенств России в различных возрастных категориях. В 2015 году после поступления в школу олимпийского резерва имени Л. Н. Носковой приняла решение перейти в биатлон. Тренировалась в региональной команде Тюменской области у Максима Кугаевского.
Окончила Институт физической культуры Тюменского государственного университета.
В мае 2024 года стало известно, что Ксения переехала в Беларусь и стала выступать за сборную этой страны. 

### Спортивная карьера
Неоднократно становилась победителем и призёром всероссийских соревнований по биатлону среди юниорок.
На международных соревнованиях дебютировала в 2019 году на юношеском первенстве мира в словацком Брезно-Осрблье, где заняла 19-е место в индивидуальной гонке, 27-е — в спринте и 29-е — в гонке преследования.
С весны 2021 года входила в основную сборную России в группу Евгения Куваева. Летом того же года участвовала на чемпионате мира по летнему биатлону в чешском Нове-Место-на-Мораве среди юниорок, финишировав дважды в топ-20.
В марте 2023 года завоевала свою первую награду на чемпионате России, выиграв серебро в смешанной эстафете в Ханты-Мансийске. Через год показала аналогичный результат в эстафете на первенстве страны в Тюмени, а также становилась бронзовым призёром Спартакиады сильнейших в Златоусте.
Перед сезоном 2024/25 сменила спортивное гражданство с российского на белорусское. Первую награду за новую сборную завоевала в августе на летнем чемпионате Беларуси, став третьей в масс-старте. В декабре на первом этапе Кубка России одержала победу в смешанной эстафете в составе сборной Беларуси, а в марте 2025 года стала первой в той же дисциплине на чемпионате России в Ханты-Мансийске. В апреле впервые оказалась на подиуме в рамках Кубка Содружества, завоевав с Динарой Смольской серебро в одиночной эстафете на заключительном этапе в Мурманске.

## Личная жизнь
В мае 2024 года вышла замуж за Максима Воробья, члена сборной Беларуси по биатлону, и взяла его фамилию. 25 апреля 2025 года пара сыграла свадьбу.